# توربو باسكال
توربو باسكال (بالإنجليزية: Turbo Pascal)‏ هو بيئة تطوير برمجيات يتضمن مصرف وبيئة تطوير متكاملة للغة البرمجة باسكال، البرنامج من تطوير شركة بورلاند بقيادة فيليب خان.